# Babinja groznica
Babinja groznica (puerperalna sepsa), bolest rodilja koja se razvija nekoliko dana nakon porođaja. Bolesnica ima visoku temperaturu, s drhtavicom i zimicom, opće je stanje loše, nema snage, blijeda je, iz rodnice izlazi gnojni iscjedak neugodna mirisa, a može i krvariti; donji dio trbuha je osjetljiv, ako se razvije upala potrbušnice može biti i napet. Babinja groznica nastaje unošenjem uzročnika gnojenja tijekom rađanja: nečistim (nesterilnim) instrumentima, ako porodničar ili primalja imaju gnojnu ranu ili upalu, ako žena rađa u stanu ili rodilištu gdje postoji zaraza vrbancem (erizipel) ili škrletom (gnojna angina). Budući da trudnica prije porođaja može u rodnici nositi gnojne uzročnike, dovoljno je da porođaj dugo traje i da se rodilju prečesto pregledava, što uzrokuje ascenziju uzročnika gnojenja u šupljinu maternice te iz nje u krvni optok. Prije je babinja groznica značila visoku smrtnost rodilja, umiralo je 5 žena na 1000 porođaja. Danas se uspješno sprječava mjerama asepse i liječi antibioticima.